# نیورو
نیورو (به ایتالیایی: Nuoro) یک کومونه در ایتالیا است که در استان نیورو واقع شده‌است.

## خصوصیات
نورو ۱۹۲٫۲۷ کیلومترمربع مساحت و ۳۶٬۳۴۷ نفر جمعیت دارد و ۵۵۴ متر بالاتر از سطح دریا واقع شده‌است.

## خواهرخوانده
شهرهای Corte، تولمدزو و ووچ خواهرخوانده‌های نورو هستند.